# Wachsz (góry)

Wachsz

Wachsz (tadż.: қаторкӯҳи Вахш; katorkuhi Wachsz; ros.: Вахшский хребет, Wachszskij chriebiet) – pasmo górskie w Tadżykistanie rozciągające się na długości ok. 80 km wzdłuż środkowego biegu rzeki Wachsz. Najwyższy szczyt osiąga 3141 m n.p.m. Pasmo zbudowane z piaskowców, wapieni, zlepieńców i iłów. Przeważa roślinność efemeryczna, charakterystyczna dla obszarów półpustynnych i stepowych.